# Actor (アルバム)
『Actor』（アクター）は、日本のポップ・ロック・バンドである緑黄色社会の3枚目のフルアルバム。2022年1月26日にEpic Records Japanから発売された。前作『SINGALONG』から1年4か月ぶりとなるアルバムで、前作『SINGALONG』以降に発売されたシングル5曲に加え、WOWOW『アーバンスポーツ』テーマソングとして提供された「merry-go-round」、スズキ「ソリオ バンディット」のCMソングとして書き下ろされた「Landscape」などの未音源化曲を含めた全14曲が収録された。前作以降に発売されたシングル曲のうち、「アーユーレディー」は未収録となった。
アルバム『Actor』は、2022年2月1日に発表されたオリコン週間アルバムランキングと2月2日に公開されたBillboard Japan Hot Albumsでは、それぞれ初登場4位を記録。

## 背景・リリース
2021年12月3日、2021年1月26日にフルアルバム『Actor』を発売することを発表。同日にYouTubeの公式チャンネルを通してティーザー映像が公開された。Tシャツ付きの完全生産限定盤、Blu-ray付きの初回限定盤、CDのみの通常盤の3形態での発売で、Blu-rayには今年に行われた全国ホールツアー「リョクシャ化計画2021」より7月4日に行われた東京公演の模様を収録。
2022年1月1日に本作の収録内容とジャケットビジュアルが解禁された。ジャケットに登場している動物たちは、それぞれ楽曲のモチーフになっている。同日には本作から「Landscape」の先行配信が開始され、1月21日に「キャラクター」の先行配信が開始された。
1月24日、全曲トレーラーが公開された。

## アルバムタイトル
アルバムタイトル『Actor』は、長屋が発案したもの。本作にはタイアップ曲が多く収録されており、長屋は当たり前ですけど、タイアップ曲ってさまざまで。私たちだけじゃできない、いろんなフィルターを通してでき上がった曲達で、1曲1曲のキャラクターがすごく強いんですと語っている。そこから「そういう曲たちをまとめ上げる言葉」を考えていき、「いろんなキャラクターがいる」ということからこのタイトルが付けられた。
また、長屋は本作のタイトルが「今の世の中的にもマッチするタイトル」という考えを示し、「「何者にでもなれるよ」という意味合いで伝わってほしいなと思ったんです」「自分のことを「しょうもない人間だ」と思っていたとしても、何者でもない人はいないから」と付け加えている。

## 評価
音楽ライターの秦理恵は、『Skream!』に寄稿したレビューで、2021年を通じてテレビドラマやCMソングとして書き下ろされた楽曲がアルバムの半分以上を占めていることを挙げた上で、貪欲に様々なアプローチの楽曲にチャレンジした時期だったからこそ、その音楽性はこれまで以上に雑多でありながら、すべてをリョクシャカたらしめる長屋晴子の歌は圧巻だと評した。
『bounce』（2022年2月号）で、大原かおりは本作を弾けんばかりのポップネスと多彩なスタイルで絶好調を絵に描いたような快作と表現し、耳馴染みのある曲でグイグイ引き込みながら、そこだけに終わらない弾けんばかりのポップネスと多彩なスタイルが待ち受ける作りは、メンバー全員がソングライティングの質やサウンドメイクに磨きがかかったことの証拠だろうと評した。
音楽ライターの高橋智樹は、『ROCKIN'ON JAPAN』3月号に寄稿したレビューで、「己の表現」よりも「音楽を紡ぎ演じる」ことに主眼を置き続けてきた緑黄色社会のひたむきな挑戦精神が結実した、歌とポップの黄金律そのものの名盤だと評した。

## ライブツアー
3月20日から6月19日にかけて本作を引っさげた全国ホールツアー『Actor tour 2022』を開催。ツアーは全国19会場・20公演で行われ、3万5000人を動員した。ツアー中の4月17日の埼玉・三郷市文化会館公演では『クレヨンしんちゃん』の主人公である野原しんのすけがサプライズ登場し、同月22日に公開の映画『クレヨンしんちゃん もののけニンジャ珍風伝』の主題歌「陽はまた昇るから」と「オラはにんきもの」などで共演した。2022年11月9日に発売された6枚目のシングル『ミチヲユケ』の初回生産限定盤に付属のBlu-rayに、6月18日の仙台サンプラザホール公演のライブ映像が収録された。

## 収録曲
| #         | タイトル                           | 作詞              | 作曲              | 編曲                            | 時間  |
| --------- | ---------------------------------- | ----------------- | ----------------- | ------------------------------- | ----- |
| 1.        | 「Actor」                          |                   | 緑黄色社会        | LASTorder 緑黄色社会            | 1:38  |
| 2.        | 「キャラクター」                   | 長屋晴子 小林壱誓 | 穴見真吾 peppe    | 横山裕章 緑黄色社会             | 4:09  |
| 3.        | 「merry-go-round」                 | 長屋晴子          | 穴見真吾          | 川口圭太 緑黄色社会             | 3:58  |
| 4.        | 「これからのこと、それからのこと」 | 長屋晴子          | 長屋晴子          | Naoki Itai 緑黄色社会           | 4:24  |
| 5.        | 「安心してね」                     | 長屋晴子          | 長屋晴子          | LASTorder 緑黄色社会            | 3:42  |
| 6.        | 「LITMUS」                         | 小林壱誓          | 小林壱誓 穴見真吾 | Naoki Itai 緑黄色社会           | 4:12  |
| 7.        | 「ずっとずっとずっと」             | 長屋晴子          | 長屋晴子          | Naoki Itai 緑黄色社会           | 3:49  |
| 8.        | 「揺れる」                         | 長屋晴子          | 長屋晴子          | 川口圭太                        | 3:57  |
| 9.        | 「たとえたとえ」                   | 小林壱誓          | peppe             | soundbreakers 緑黄色社会        | 3:58  |
| 10.       | 「アラモードにワルツ」             | 長屋晴子          | peppe             | Tomi Yo 緑黄色社会              | 3:57  |
| 11.       | 「結証」                           | 長屋晴子          | 小林壱誓          | soundbreakers 緑黄色社会        | 3:54  |
| 12.       | 「S.T.U.D」                        | 小林壱誓          | 穴見真吾          | Naoki Itai LASTorder 緑黄色社会 | 4:00  |
| 13.       | 「Landscape」                      | 小林壱誓          | 穴見真吾          | Naoki Itai 穴見真吾             | 3:52  |
| 14.       | 「スクリーンと横顔」               | 長屋晴子          | peppe             | soundbreakers 緑黄色社会        | 4:36  |
| 合計時間: | 合計時間:                          | 合計時間:         | 合計時間:         | 合計時間:                       | 54:06 |

| #   | タイトル                           | 作詞 | 作曲・編曲 |
| --- | ---------------------------------- | ---- | ---------- |
| 1.  | 「夏を生きる」                     |      |            |
| 2.  | 「LADYBUG」                        |      |            |
| 3.  | 「真夜中ドライブ」                 |      |            |
| 4.  | 「regret」                         |      |            |
| 5.  | 「恋って」                         |      |            |
| 6.  | 「Bitter」                         |      |            |
| 7.  | 「Copy」                           |      |            |
| 8.  | 「たとえたとえ」                   |      |            |
| 9.  | 「愛のかたち」                     |      |            |
| 10. | 「結証」                           |      |            |
| 11. | 「想い人」                         |      |            |
| 12. | 「ずっとずっとずっと」             |      |            |
| 13. | 「これからのこと、それからのこと」 |      |            |
| 14. | 「またね」                         |      |            |
| 15. | 「Alice」                          |      |            |
| 16. | 「sabotage」                       |      |            |
| 17. | 「あのころ見た光」                 |      |            |
| 18. | 「始まりの歌」                     |      |            |
| 19. | 「Mela!」                          |      |            |
| 20. | 「Shout Baby」                     |      |            |
| 21. | 「アーユーレディー」               |      |            |
| 22. | 「Re」                             |      |            |

## 曲の解説

### Actor
「Actor」は、アルバムのオープニングトラック用の楽曲。当初から「前作『SINGALONG』で制作されたオーバーチュアを入れたい」という話が存在していて、小林は「タイトルを『Actor』にしようということから、舞台が始まる感じにしたいと思った」と語っている。
長屋の「フィンガースナップを入れたい」というアイデアをヒントに、穴見の作業部屋に小林とpeppeが集まって楽曲制作が行なわれた。peppeは、初めは全然アイデアが湧かなかったが、穴見の作業部屋の暗い雰囲気で爪弾いていたらフレーズが出てきたと回想している。曲のイメージは、小林曰（）く「長屋が指揮者」。穴見はサウンドはLASTorderさんと一緒に作ったんですけど、デモの世界観をよりワイドにダイナミックにしてもらいましたと語っている。

### キャラクター
「キャラクター」は、本作のリード曲。アルバムを引っさげたホールツアーでは、本編最後の楽曲として演奏された。

### merry-go-round
「merry-go-round」は、WOWOW『アーバンスポーツ』番組テーマソングで、サウンドはクールでスタイリッシュ。だけど心のうちでは、白熱するほど自分と戦ってる。そんなギャップに満ちたイメージと、夢を追う楽しさをいつも心に置きながら、挑んでいく瞬間を描けたらというテーマで書き下ろされた。曲は2018年1月に書き始められており、穴見は「ギターのフレーズがかっこいい曲がほしいなと思って」と語っている。テーマソングの話を受け、この曲が合うという話になり、「ダンサブルな感じ」を意識して作り直した後、川口圭太によるアレンジが加えられた。曲の最後のピアノのフレーズは、peppeがレコーディング中に思いつきで弾いたもの。
歌詞は、かねてから長屋のスマートフォンのメモに残っていた最初の4小節分をベースに、アレンジに合わせて手が加えられたもの。歌詞を書いた長屋は、「自分の書いた歌詞の中でお気に入りのランキング」があることを明かした上で、「ベスト5に入るくらいのお気に入り」としている。
ドラムのパートは、キックドラム、スネアドラム、ハイハットを個別に録音したものを後で加工してつなぎ合わせて、電子ドラムの要素を追加して作り上げられた。穴見は、アレンジャーの川口圭太と「ポップだけど少し変態チックなサウンドアレンジ」を目指したと語っている。

### これからのこと、それからのこと
「これからのこと、それからのこと」は、2021年8月25日に発売された4枚目のシングル『LITMUS』のカップリング曲。シングルのカップリング曲が収録されたのは本作が初となり、以降のフルアルバムでも1曲ずつ収録されている。

### 安心してね
「安心してね」が最初に作られたのは2016年6月で、名古屋で初のワンマンライブを開催するにあたり、曲が足りないということから急遽作られた。長屋は「スピッツの『リコリス』みたいな、あまり音が動かないメロディーにしたいと思って作った」とし、歌詞について「そのときのワンマンライブのお客さんに向けてのメッセージの意味合いもあって、今でもその根本は変わらない」と語っている。メンバー全員でスタジオに入ってからアレンジが加えられたが、長屋曰（）く「（ライブで披露された）そのときの雰囲気からそこまで変わってない」とのこと。
元々のデモ音源は長屋の弾き語りだったが、穴見が当時ドラムンベースをよく聴いていて、その影響から疾走感のある楽曲に仕上げられた。なお、イントロのエレクトリックピアノのフレーズは、デモ音源にも入っていた。

### LITMUS
「LITMUS」は、2021年8月25日に4枚目のシングルとして発売された楽曲。

### ずっとずっとずっと
「ずっとずっとずっと」は、2021年6月4日に配信限定シングルとして発売された楽曲。

### 揺れる
「揺れる」は、上京して間もない時期にできた楽曲。長屋は自分のひねくれた部分を出してみようかなと思ったのと、でもそれは本当に持っている感情だったりもするから素直に表現しようっていう両軸の気持ちがある曲かな。この曲で何か救いたいわけでも正解を出したいわけでもないから、みんなの聴きたいように聴いてほしい曲なんだよねと語っている。
小林は、ギターにトレモロを使っているほか、ミキシング時にピンポン効果を入れている。peppeは、ウーリッツァーを使用しており、フレーズ自体はそんなに難しくないけど、思ったよりタイトに弾かないと歌にうまくハマらなかったりもして、レコーディングは少し苦労しましたと語っている。
曲中には、長屋が「スタジオに行く途中で思いついた」というしゃべり声が入っている。ミキシング時に、穴見は「せっかく入れたならもっと大きく聴かせたい」と意見したが、長屋によって止められた。

### たとえたとえ
「たとえたとえ」は、2021年3月19日に配信限定シングルとして発売された楽曲。

### アラモードにワルツ
「アラモードにワルツ」は、peppeがあるタイアップ用に新曲の制作を行なった後、「何も考えずにもう1曲作ろう」と思ったことから書いた楽曲で、「最近三拍子の曲をやっていないから作ってみるかっていうくらいのノリでやってみた」と語っている。peppeによると中世のヨーロッパで、お屋敷でフリフリのドレスを着た女の子がクマのぬいぐるみを持っている」イメージが湧いたとのことで、仮タイトルは「ワルツとクマ」。
歌詞を書いた長屋は、「イメージはすごく湧いてくる」としたうえで、メロディーの構成が少し変わっていることもあり、難しかったと語っている。3か月かけて歌詞が練られ、レコーディング直前に完成となり、長屋は「結果、入れたい言葉をうまく散りばめられてよかった」と語っている。レコーディングは2テイクで完成。Tomi Yoのアレンジでフルート、クラリネット、オーボエが加えられている。

### 結証
「結証」は、2021年2月3日に3枚目のシングルとして発売された楽曲。

### S.T.U.D
「S.T.U.D」は、穴見が「バンドが太くかっこよく見せられる曲を作りたい」と思って書いた楽曲。LASTorderによりエレクトロの要素が取り入れられ、Naoki Itaiによるブラスアレンジが取り入れられている。Bメロでは小林もボーカルを担当しており、穴見は最初から壱誓が歌う想定で作ったし、バンドでできる最大限のことをやりたくて、全員野球をしている曲にしたかった。熱い気持ちになれるようなと説明している。穴見が付けていた仮タイトルは「マケズギライ」で、これを引き継ぐかたちでスポーツをしている学生を主人公とした楽曲となった。
タイトルの「STUD」は、スパイクシューズの靴底の突起のことであり、歌詞中ではこの頭文字を取って母親からの言葉にして歌われている。歌詞にある「位置につけ“Re”スタート」というフレーズは、1枚目のアルバム『緑黄色社会』に収録の「Re」にかかっている。
アルバム発売後、東海ラジオ『ガッツナイター』2022年度テーマソングとして使用されることが発表された。

### Landscape
「Landscape」は、スズキ「ソリオ バンディット」CMソングとして書き下ろされた楽曲。小林はまさにドライブしながら聴きたい曲に仕上がっていると思いますとし、日常を構成するものは、いつの間にか“アタリマエ”になって、意識の外に放り出されてしまうことが多いです。しかしそれらを思い出してみると、とても大切なものばかりこの楽曲を聴いて、“トクベツ”は“アタリマエ”が生み出すものだということを思い出してみて欲しいです。それを噛み締めたとき、より素敵な景色が広がると思いますとコメントしている。
穴見によると、「K-POPとthe band apartの間みたいな曲を作ったらどんな感じかな？と思って自分なりに進めていた曲」。peppeは、ピアノのパートを「ペダルの長さとか、曲に合うようにパキッとしたい」ということから打ち込みで作った。
2021年12月31日から1月1日にかけて放送されたTBS系『CDTVライブ!ライブ! 年越しスペシャル　2021→2022』で披露された。Billboard Japan Download Songsでは2022年1月5日に公開されたチャートで初登場67位を記録し、翌週のチャートで第17位を記録した。Billboard Japan Hot 100では2022年1月12日に公開されたチャートで初登場58位を記録。オリコン週間デジタルシングル（単曲）ランキングでは最高位26位を記録。

### スクリーンと横顔
「スクリーンと横顔」は、本作において「安心してね」に次いで古くから存在する楽曲。歌詞先行で作られた楽曲で、仮タイトルは「長屋歌詞4」。2017年にワンコーラス分の歌詞が書かれ、この時点で長屋は映画をモチーフにすることだけを決めていた。その後、4年越しに続きが書き加えられた。
メロディーはpeppeがつけたもので、長屋は映画館ってレトロだったり懐かしい雰囲気があったりするじゃない？それをpeppeが意識して作ったのかわからないんだけど、ちょっと昭和歌謡感があるなって思っててと語っている。
アルバムを引っさげたホールツアーでは、オープニング・ナンバーとして演奏された。

## クレジット
※出典（特記を除く）
緑黄色社会
- 長屋晴子 – Vocal, Guitar
- 小林壱誓 – Guitar, Chorus
- peppe – Keyboards, Chorus
- 穴見真吾 – Bass, Chorus

追加ミュージシャン
- LASTorder – Programming（M1, M5, M12）, Produce（M12）
- 横山裕章（agehasprings） – Produce, Programming（M2）
- 川口圭太 – Produce & Programming（M3, M8）
- Naoki Itai – Produce（M4, M6, M7, M12, M13）, Programming（M4, M6, M7, M12, M13）, Direction of recording（M5）
- soundbreakers – Produce & Programming（M9, M11, M14）
- Tomi Yo – Produce & Programming（M10）
- 西村奈央 – Additional Arrangement（M4, M6, M7, M12, M13）
- Satoshi Setsune – Additional Arrangement（M12）
- 城戸紘志 – Drums（M2, M12, M13）
- 比田井修 – Drums（M3, M4, M6, M7, M9, M11）
- 神谷洵平 – Drums（M5, M10, M14）
- 美央ストリングス – Strings（M2）
- 吉田宇宙ストリングス – Strings（M14）
- 寺地美穂 – Sax（M9）
- 村中俊之 – Cello（M10）
- 細川愛梨 – Flute（M10）
- 荒川文吉 – Oboe（M10）
- 亀居優斗 – Clarinet（M10）
- 吉田宇宙ストリングス – Strings（M11）
- Luis Valle – Trumpet（M12）
- SAEKA – Sax（M12）
- 半田信英 – Trombone（M12）
- Satoshi Setsune – Violin（M13）

レコーディング・スタッフ
- 村上宣之 – Recording, Mixing, Mastering
- 川島尚己 – Assistant Engineer
- 福井匠 – Assistant Engineer
- 高橋裕美 – Assistant Engineer
- 緒方友美 – Assistant Engineer
- 川元綾子 – Marking
- 新井政俊 – Director

アートワーク
- 川本拓三 – Art Direction
- 石田有里恵 – Design
- 松田佳奈 – Coordination
- 花房遼 – Photography
- 満園正明 – Stylist
- carrie – Hair, Make
- ORIN – Prop Stylist
- 阪巻百合香 – Location & Cast Coordination
- 伊佐名ゆかり – Location & Cast Coordination
- 金子陽介 – Location & Cast Coordination
- 大口祐一郎 – Products Coordination
- 森悠子 – Products Coordination

## チャート成績

### 週間チャート
| チャート (2022年)                  | 最高位 |
| ---------------------------------- | ------ |
| Japan Hot Albums (Billboard JAPAN) | 4      |
| 日本 (オリコン)                    | 4      |
| 日本 (オリコン合算アルバム)        | 4      |

### 年間チャート
| チャート (2022年)                  | 順位 |
| ---------------------------------- | ---- |
| Japan Hot Albums (Billboard JAPAN) | 70   |

## 発売日一覧
| 国/地域 | 発売日        | レーベル           | 規格                                    | 規格品番      | 備考           |
| ------- | ------------- | ------------------ | --------------------------------------- | ------------- | -------------- |
| 全国    | 2022年1月26日 | Epic Records Japan | 音楽配信                                | ESCL05625B00Z |                |
| 日本    | 2022年1月26日 | Epic Records Japan | CD+アルバム封入限定Tシャツ（サイズ:XL） | ESCL-5621/2   | 完全生産限定盤 |
| 日本    | 2022年1月26日 | Epic Records Japan | CD+Blu-ray                              | ESCL-5623/4   | 初回生産限定盤 |
| 日本    | 2022年1月26日 | Epic Records Japan | CD                                      | ESCL-5625     | 通常盤         |